# Johann Hedwig
Johann Hedwig, född 8 december 1730 i Kronstadt, Transsylvanien, död 18 februari 1799 i Leipzig, var en tysk botaniker.
Hedwig blev 1786 extra ordinarie professor i medicin och 1789 ordinarie professor i botanik i Leipzig. Han sysselsatte sig med kryptogamerna, särskilt bladmossorna, och grundlade den nyare bryologin. Han invaldes 1790 som utländsk ledamot av Vetenskapsakademien i Stockholm.
Auktorsnamnet Hedw. kan användas för Johann Hedwig i samband med ett vetenskapligt namn inom botaniken; se Wikipediaartiklar som länkar till auktorsnamnet.